# Slunéčko pětitečné
Slunéčko pětitečné (Coccinella quinquepunctata) je druh brouka z čeledi slunéčkovití.

## Popis
Délka těla slunéčka mravenčího se pohybuje v rozmezí 3,5–5 mm. Krovky jsou červené s 5 černými skvrnami. Skvrn může být vzácně 7 nebo 9, nebo mohou být spojeny příčnými nebo podélnými páskami, někdy skvrny naopak zcela chybí. Pronotum je černé s bílými skvrnami po stranách vepředu. Spodní strana těla a nohy jsou černé. Tykadla jsou hnědá. Larva ve čtvrtém instaru je tmavě šedá, až 8 mm dlouhá, na prvním hrudním segmentu jsou oranžové skvrny, další oranžové skvrny jsou na břišních segmentech.

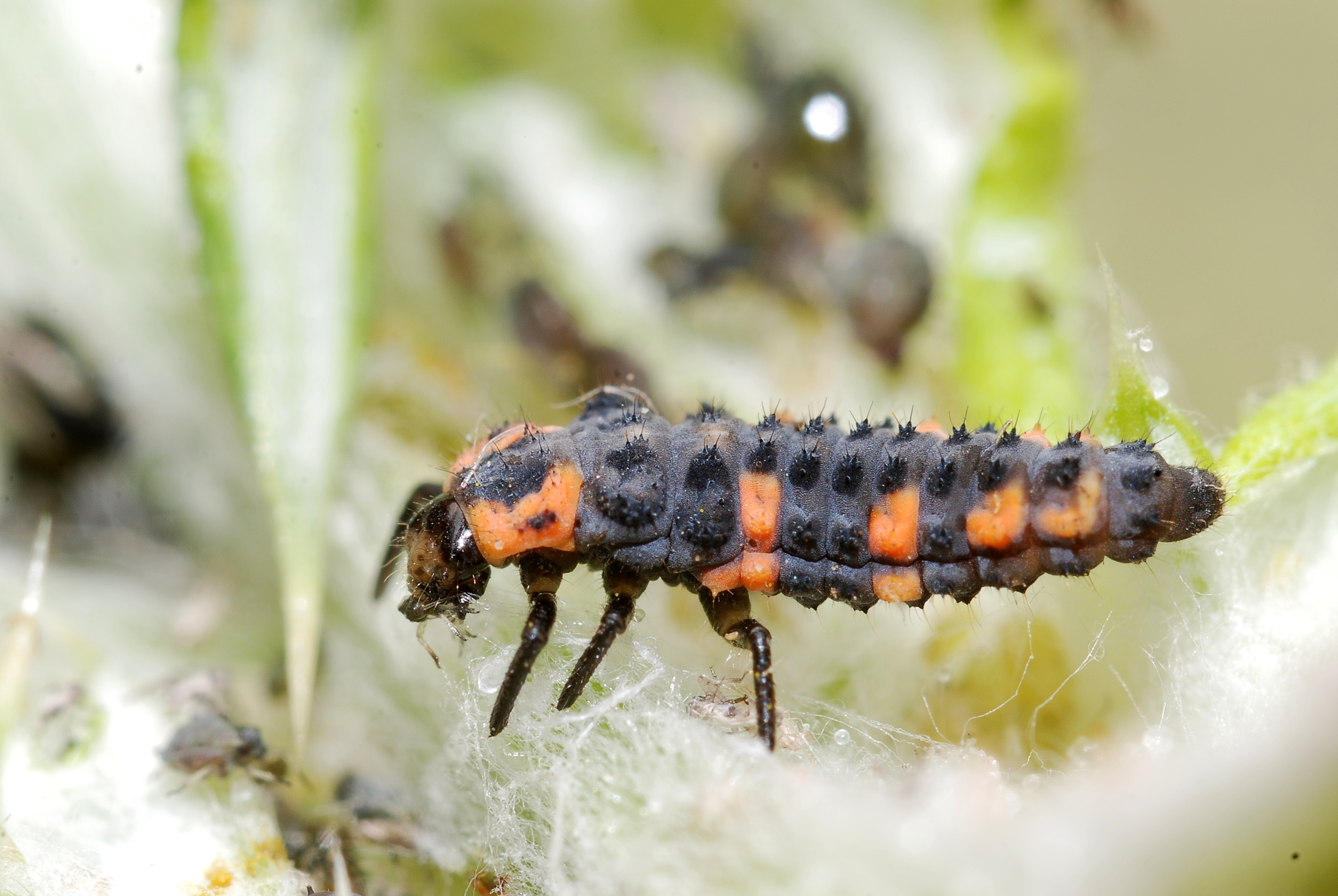
Larva
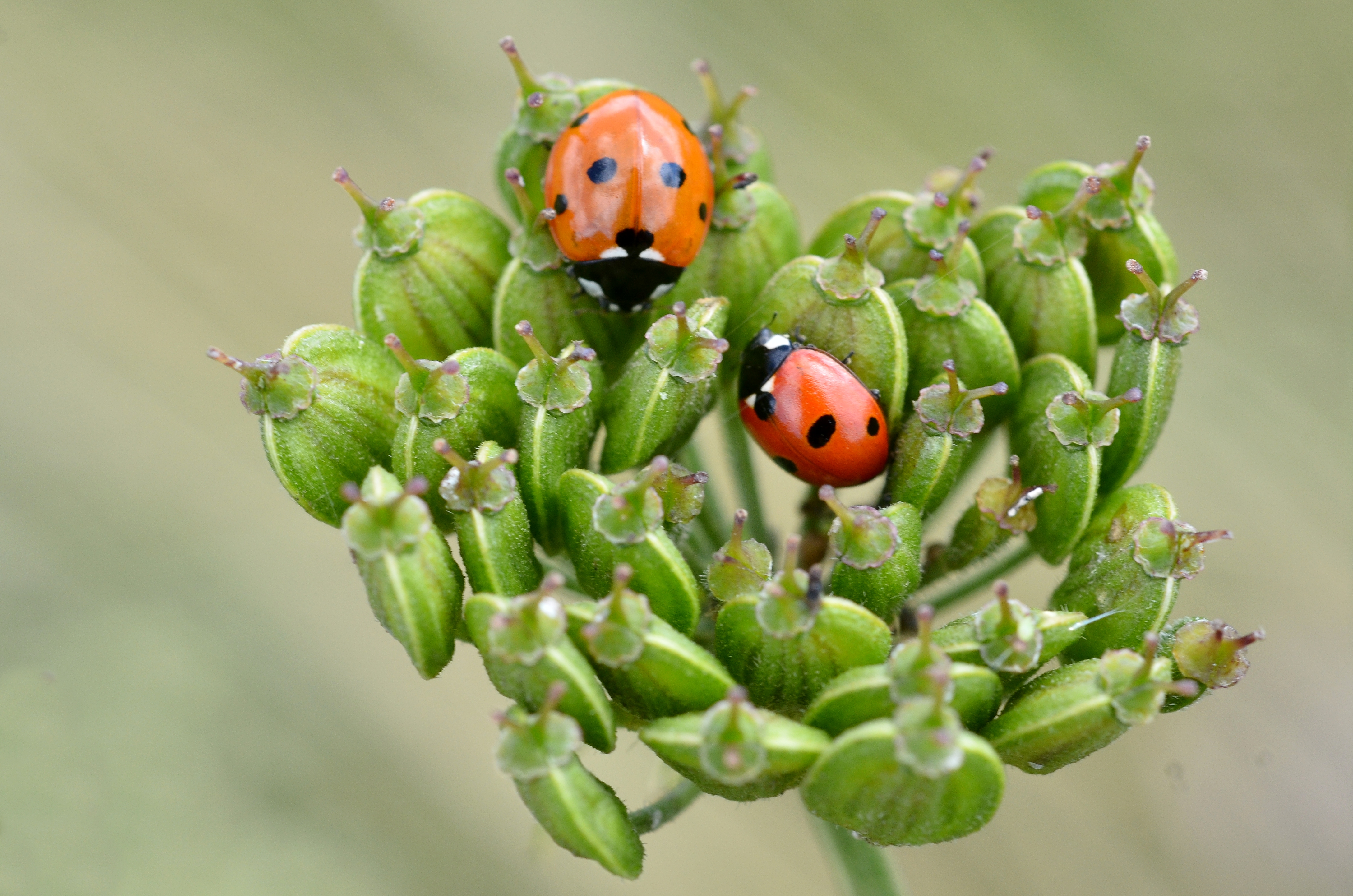
Srovnání slunéčka sedmitečného (vlevo) a slunéčka pětitečného (vpravo)

## Rozšíření
Slunéčko pětitečné je rozšířeno v Palearktické oblasti, ve střední Evropě je hojné. Jeho výskyt zasahuje na severu po tundru a na jihu až po oázy v Sahaře. Preferuje bylinná stanoviště, vyskytuje se také v lesích a na zahradách. Přezimovává v opadance a v šiškách na krajích lesů.

## Potrava
Stejně jako další druhy z čeledi slunéčkovití se slunéčko mravenčí živí mšicemi, tento druh konkrétně mšicemi na kopřivách a bodlácích. Živí se také merami a larvami mandelinek.